# Leptopsilopa leonensis
Leptopsilopa leonensis är en tvåvingeart som beskrevs av Canzoneri och Rampini 1990. Leptopsilopa leonensis ingår i släktet Leptopsilopa och familjen vattenflugor.
Artens utbredningsområde är Sierra Leone. Inga underarter finns listade i Catalogue of Life.